# Винчанска култура
Винчанска култура представља млађенеолитску и раноенеолитску културу Европе (између првих векова 5. миленијума пре нове ере и првих векова 4. миленијума пре нове ере). Простирала се од средњег Потисја на северу до Скопске котлине на југу и од река Усоре и Босне на западу до Софијског басена на југу, односно обухватала је територије данашње Србије, Румуније, Северне Македоније и Босне и Херцеговине. Винчанска култура је била технолошки најнапреднија праисторијска култура у свету. Најранија металургија бакра у Европи потиче са винчанског локалитета Беловоде у источној Србији. Генералним урбанистичким планом развоја Београда, приобални појас Дунава у зони Винче проглашен је археолошким парком. Винчанци су први на свету почели да топе метал. Отпочели су узгој стоке и житарица, прављење керамика и били су вешти трговци.

## Неолит на територији Балкана
Око 7.000. године п. н. е. настаје тзв. „климатски оптимум“, током кога се топе ледничке масе у Европи, појас четинарских шума се помера ка северу. Клима се мења, постаје топла и влажна што је погодовало листопадним шумама које се шире Балканским полуострвом. Остаци флоре и фауне садрже кости сисара, птица, риба, љуштуре пужева. На Балкану од почетка неолита до његове најзначајније епохе, винчанске културе, прошао је цео миленијум.

### Старчевачка култура
На простору централног Балкана носиоци рано и средње неолитске културе припадали су Старчево-Кереш-Криш културном комплексу. Овај назив означава три блиске културе: старчевачку, керешку и кришку које су обухватале подручје данашње југоисточне Мађарске, Србије и Румуније.
Старчевачка култура, која је назив добила по локалитету Старчево, развила се у веома важном периоду напретка човечанства, када је почела производња хране. Почетком неолита људи су још увек живели у групама, које су чинили чланови породице, прикупљали су и храну у сезонским походима и полако се привикавали на живот на једном месту. Старчевачка култура је донела знања која ће бити веома значајна за наредни период. Људи су живели у земуницама и надземним кућама, правили су изузетно квалитетну керамику танких зидова, украшену геометријским мотивима, статуе стубасте форме, које подсећају на винчанске фигурине.
На везу између старчевачке и винчанске културе упућују облици керамике и фигурине, као и стамбени објекти и територија коју су обухватале, иако у археологији постоји и друга хипотеза о настанку винчанске културе, по којој је значајну улогу имао утицај миграција са југоисточног Балкана.

## Археолошка ископавања
Истраживања винчанске културе на територији Србије почела су у Јабланици код Аранђеловца 1901. године, а у Трансилванији 1875. на локалитету Тордош.
Винчанска култура је названа по локалитету Винча — Бело брдо, које се налази на десној обали Дунава, у селу Винча, 11 km низводно од Београда, на коме је ископавање започео 1908. професор Београдског универзитета др Милоје Васић, на простору од око 400 m². Ca мањим прекидима, радови су трајали све до Првог светског рата. 1924. године, обављено је ископавање али накратко, због недостатка материјалних средстава. Откривени су остаци осам неолитских насеља, од којих најстарије насеље припада периоду средњег неолита и старчевачкој култури.
Винча тридесетих година постаје налазиште чувено у свету. Милоје Васић је 1932. и 1936. објавио четири тома монографије „Праисторијска Винча“, чиме је завршена друга фаза истраживања овог локалитета. У Београду је 1943. отворен скроман Музеј Винче.
Оснивањем Одбора за археолошка истраживања у Винчи при Српској академији наука и уметности и ангажовањем академика Васе Чубриловића и Јована Тодоровића, започета су 1978. године нова ископавања. У почетку је истраживањима руководио Никола Тасић, а од 1982. године академици Милутин Гарашанин и Драгослав Срејовић.
После завршетка радова од 1986. до 1998. није било систематских археолошких истраживања. Ипак, 1988. налазиште је уређено због симпозијума под називом „Винча и њен свет“ (оригинални назив - енгл. Vinča and its World).
Милутин Гарашанин је 1998. године окупио теренску екипу и тако је почела трећа серија ископавања на епонимном налазишту. Од 2001. уведена је флотација за добијање узорака макробиотичке анализе. Од 2003. започела су ископавања у систему целина („unit“), за разлику од ранијих ископавања у квадратној мрежи. У истраживања су укључене и археозоологија и зооархеологија, а за вођење теренске документације почела је да се користи рачунарска технологија. Од 2002. коришћен је електронски даљинометар (ЕДМ) Направљена је база података и софтвер ArchaeoPack (Тасић, Јевремовић 2003.) који је тестиран на ископавањима у Винчи.
Од 2001. у Винчи се одржава и летња археолошка школа.

## Локалитети
Матична област винчанске културе обухвата простор централног Балкана, а у тренутку када је достизала врхунац подударала се са територијом коју је у млађем и средњем неолиту обухватала старчевачка култура. Дунав је био одлучујући услов за настанак насеља у Винчи, као и Тиса, Драва, Сава, Тамиш и притоке. Главни правац од севера ка југу је Морава, која се низводно улива у Дунав.
Носиоци винчанске културе живели су на лесној обали Дунава, али треба претпоставити да је река у доба оснивања насеља била током пролећа услед поплава широка око 7 km, на овом простору су постојали језеро и мочваре, што је погодовало развоју лова, риболова и земљорадње.
Језгро ове културе је Србија, а распростирала се до источне Македоније, затим на западу до североисточне Босне и до Винковаца.
Епонимни локалитет ове је Винча — Бело брдо, а остала налазишта су:
- Градац код Злокућана
- Арадац у Банату
- Ботош у Банату
- Беловоде у атару села Велико Лаоле код Петровца на Млави
- Плочник
- Дивостин
- Анзабегово
- Врдник
- Бањица
- Јаково
- Обреж
- Гомолава
- Ледине у Жаркову код Београда
- Витковачко поље код Александровца Жупског
- Кремените њиве (Барајево)
- Дивље Поље у Ратини код Краљева

## Периодизација
Културни слој у Винчи дебљине је око 10,5 метара.
Периодизацију су извршили Милоје Васић, Милутин Гарашанин и Владимир Милојчић.
| до 8 метара     | Винча Тордош    | Винча А                |
| 8 до 6,5 метара | Винча Тордош аб | Винча Б1 (до 7 метара) |
| 6,5 до 6 метара | Градачка фаза   | Винча Б2               |
| 6 до 4,1 метар  | Винча Плочник   | Винча Б2/Ц             |
| 4,1 метар       | Винча Плочник а | Винча Ц                |
| 3,48 метара     | Винча Плочник б | Винча Д                |

Сваки од наталожених слојева, који обележава поједине фазе живота у Винчи, садржи праве ризнице разноврсних предмета: оруђе и оружје од камена и кости, посуђе за свакодневну употребу, богато декорисане ритуалне вазе, велики број антропоморфних и зооморфних фигурина изузетно упечатљиве стилизације, накит од разних врста ретких и скупоцених материјала и велики број других предмета израђених у самој Винчи или прибављених из удаљених области - из средње Европе, доњег Подунавља или са Медитерана.

## Насеља
Неолитско насеље у Винчи удаљено је око 14 km од ушћа Саве у Дунав, што је изузетно повољно место које је омогућило да постане фокална тачка простора југоисточне Европе. Овуда су пролазили путеви, али је и изузетно повољно природно окружење омогућавало дуготрајно насељавање.
Река Болечица, која се улива у Дунав непосредно испод насеља, била је извор свеже воде, а била је и веза са Авалом, где су налажене важне сировине попут цинабарита.
Винчанска насеља су претежно вишеслојна, а на самом локалитету Винча констатовано је 9 насеља. По положају мало се разликују од старчевачких, подижу се на речним терасама са падом ка реци, на осунчаним падинама или гредама. У млађим фазама насеља се подижу на стрмим тешко приступачним брежуљцима или стенама (Градац, Рт - Железник). Нека од ових насеља била су утврђена.
Најстарија станишта у Винчи имају најчешће елипсоидне основе укопане у лес и шаторасти кров од прућа, трске и сламе који належе непосредно на основу. Колибе су груписане по одређеном систему око централне и подсећају на архитектуру културе Лепенског Вира. За исте традиције се повезују и стубасте антропоморфне фигуре и нерашчлањене керамичке посуде.
Винча је око 4500. п. н. е. опустела, али се непосредно после културног слоја са шаторастим стаништима јавља ново насеље, које су изградили носиоци културе млађег неолита, којој је Винча дала име.
Куће током овог периода биле су од дрвета и глине, оријентисане у правцу југоисток-северозапад, имале су четвороугаоне основе, вертикалне зидове и кров на две воде. Јавља се нивелација, подлога се стабилизује, изолује од влаге, а зидови се боје.
У млађим насељима откривене су велике правоугаоне грађевине са већим бројем просторија. На дубини између 9 и 6 метара, које се датује у период између 4500. и 3800. п. н. е. култура доминира великим делом средње и југоисточне Европе. Велика насеља током овог периода су Винча, Потпорањ, Селевац, Дивостин... Специјализоване делатности довела је до привредног успона, друштвеног раслојавања и богаћења заједница винчанске културе.
Налази откривени на дубинама између 6. и 2. метра културног слоја Винче, датовани у период између 3700. и 3500. п. н. е. показују да Винча постепено губи значај и да се култура мења. Пропаст винчанске културе проузроковао је продор нових заједница из правца данашњих области Бугарске и Румуније, током првих векова 4 миленијума п. н. е.
Винчанска култура простирала се на територији већој од територије било које неолитске културе у Европи. Поједина њена насеља премашила су величином и бројем становника не само сва истовремена неолитска насеља, већ и прве градове који су знатно касније настали у Месопотамији, Егеји и Египту.
Сматра се да је Винча била град јер је стално била насељена током много генерација, становништво је било активно током целе године, а постојала је и специјализација послова. Може се рећи да је била метропола, будући ју је насељавао велики број становника, да је била економски и културни центар, да су откривена многа мања насеља у непосредној близини Винче, а нађени су и докази о интензивној комуникацији и размени добара, услуга и људи.

### Куће винчанске културе
Градња у Винчи је била веома интензивна. Постоје докази да су стари и трошни објекти рушени да би се изградили нови. Понекад је искоришћен ров старе куће у које су постављане дрвене облице.
Коришћена је техника која се назива техника плетера и лепа, а која се први пут јавља током неолита. Куће су грађене тако што су вертикално поболи дрвене облице. Око њих су уплитали пруће, преко кога се наносило влажно блато или глина, помешани са сламом или песком.
До сада нису откривени остаци кровова, али се претпоставља да су били од трске.
Куће су имале пећи потковичасте основе, које су се понекад налазиле у свакој просторији. Пронађене су и пећи за које се претпоставља да су служиле за прераду цинабарита.
Све куће у насељу биле су збијене и поређане у редове, оријентације југоисток – северозапад, што је представљало добру заштиту од ветра.

## Сахрањивање
На основу скромних остатака најстаријег насеља, откривених на око 10,5 m испод површине, закључено је да је Винча први пут насељена у тренутку кад је култура средњег неолита (старчевачка култура) већ почела да се завршава, вероватно око 4880. п. н. е. Из овог периода потиче јединствен налаз у оквирима неолитске културе југоисточне Европе, велика гробница с прилазом и девет скелета која је у центру најстаријег насеља, која је откривена 1931. године. Овај налаз показује да су први земљорадници Подунавља припадали посебном антрополошком типу у коме се обједињују одлике старе европске популације с одликама грацилних Медитеранаца.
Припадници ове културе су познавали издвојене некрополе, најчешће ван насеља.
У Ботошу је откривена некропола са 18 гробова од којих је један двојни.
Мртви су полагани у згрченом ставу, на левом или десном боку. Спаљивање и секундарне сахране нису поуздано утврђене.

## Религија
Винча и још неколико неолитских насеља у близини Вршца (Потпорањ), Крагујевца (Гривац, Дивостин), Косовске Митровице (Валач) и Приштине (Предионица) су били велики религиозни центри, а истовремено и уметничка жаришта која пресудно утичу на ликовно стваралаштво свих неолитских заједница средње и југоисточне Европе. Хиљаде глинених фигурина и ритуалних ваза откривених у поменутим насељима, не указују само на изузетну маштовитост и уметничку надареност њихових твораца већ и на развијено митотворство и нагло разграњавање магијско-религијске праксе у оквирима винчанске културе. Тематска разноликост глинених фигурина: наге или обучене фигуре жена и мушкараца у стојећем, клечећем или седећем ставу, фигуре с маскама на лицу, хермафродитске фигуре и њихов стилски развој од натуралистичких преко реалистичких до сасвим апстрактних форми сигурни су доказ да је у Винчанској култури превладана примитивна магија односно да је оформљена јасна религијска мисао. Та мисао, судећи по изгледу глинених идола и разноврсних култних предмета изражавана је у ритуалима и митовима повезаним са сменом годишњих доба, сетвом и жетвом, рађањем и умирањем, као и сталном обновом живота, ликовно најпотпуније израженом приказом жене са дететом у наручју.

## Покретни инвентар
У Фази Винча-Тордош I, око 8 m дубине у Винчи, откривено је:
- оруђе од опсидијана и то стругачи, гребачи и ножеви,
- оруђе од тесаног камена - прави и криви ножеви,
- оруђе од глачаног камена од нефрита које процват доживљава у фази Винча Тордош ,
- секире у облику обућарског калупа
- језичасте секире
- длета.

Од накита јављају се биконичне перле од мрамора и кости, камени привесци бушени при врху, накит од спондилус (Spondylus) шкољке, који се јавља кроз читаву еволуцију културе.
У фази Винча Плочник јављају се и прва бакарна оруђа, као што су игле, длета, бакарне наруквице (гривне) рађене од веома танке жице. Посебно је значајна остава бакарног оруђа откривена 1928. године на локалитету Плочник. Остава се састоји од бакарних длета четвртастог пресека и бакарних секира са хоризонталним отвором за држаље, које су се користиле као универзалне алатке.
Оруђа се и даље израђују од камена и кости, најбројнији су:
- шила
- харпуни
- удице
- спатуле

Од камених алатки доминирају:
- језичасте секире
- бушене секире
- камени буздовани
- секире од меког, белог камена култне намене.[16]

## Фигурине
Винчанске антропоморфне и зооморфне фигурине, као и просопоморфни поклопци и жртвеници представљају изузетне уметничке домете ове културе. Најзначајније међу њима су Lady of Vinča, Хајд ваза и Видовданка. Поред предмета култне намене, о степену развијености говоре и урезани знаци познати као „винчанско писмо“. Претпоставке о њиховој функцији су многобројне: да су ознаке власништва, кауције, пиктограми или сликовно писмо, фонетско писмо. Сваки аспект живота Винчанаца је био дубоко прожет естетиком.
Поједине фигуре су се налазиле на аукцијама одређених аукцијских кућа.

### Винчанска дама
Један од најпознатијих налаза са овог локалитета. Винчанска дама је откривена 1929. године на дубини од 4,8 метара.
Направљена је од печене глине, висока је 13,2 cm.
Винчанска дама представља жену на постољу, у седећем положају, петоугаоног лица и урезаних крупних очију и пластичног дугачког носа. Десна рука је савијена и положена на груди. На лицу, рукама и темену постоје перфорације.
Ваза се налази у Археолошкој збирци Филозофског факултета.

### Видовданка
Видовданка је антропоморфна фигурина откривена на Видовдан 1930. године, по чему је и добила име. Представља врхунац неолитске фигуралне пластике.
Налазила се на дубини од 6,2 m.
Направљена је од печене глине, а површина је полирана.
Ово је женска фигурина, без наглашених индивидуалних црта. Лице је петоугаоно, истакнуте су крупне бадемасте очи и пластичан нос, што је типичан пример винчанске маске. Присутни су остаци црвене боје.
Ваза се налази у Археолошкој збирци Филозофског факултета.

### Хајд ваза
Хајд ваза је откривена током ископавања 1930. године, на дубини од 7.05 m. Висока је 20, 8 cm, а дужина посуде износи 36 cm, 
Ово је заправо посуда у облику птице, склопљених крила, са људском главом, петоугаоним лицем, на коме су велике очи и моделован нос. На глави се налазе две лоптасте избочине. Ваза је глачана и украшена канелурама.
Ваза се налази у Археолошкој збирци Филозофског факултета у Београду.

## Керамика
У Винчи је откривен велики број разноврсних керамичких посуда. Типична керамика је фина монохромна, глачана керамика, најчешће црне или сиве боје, нешто ређе црвене или мрке.
Водећи керамички облик је биконична здела са ниским горњим конусом, а карактеристичне су и зделе са оштрим угластим профилом, као и пехар на шупљој и коничној нози. Јавља се и тенденција ка заобљавању профила и издвајању врата.
Јављају се и посуде за складиштење хране, попут амфора и питоса, као и посуде за припремање хране - лонци и ђувечи.
Посебну групу чине посуде изузетно малих димензија. Оне имитирају посуде за свакодневну употребу, а постоји двоумљење око тога шта је била њихова улога. Могуће је да су ово биле играчке, посуде где су се чувале драгоцености или посуде које су коришћене током прераде цинабарита.
Орнаменти на керамици из старијих фаза најчешће су рађени урезивањем. Тробојне посуде су луксузне и ретке.
У млађим фазама керамика је полирана пре печења, помоћу облутка. Од мотива се јављају линије, метопска поља, цик-цак линије, висећи троуглови, а често је и канеловање.
Канелуре се јављају на горњим деловима посуда.
Откривени предмети данас се могу видети у Народном музеју у Београду, Музеју града Београда и Археолошкој збирци Филозофског факултета у Београду.

### Просопоморфни поклопци
Просопоморфни поклопци су култни објекти јединственог облика, значења и функције, који се током неолита јављају искључиво у овој култури.
Просопоморфни поклопци су керамички цилиндрични или конични поклопци у облику људског и/или животињског лица. Сам назив потиче од грч. προσωρον - лице. На сваком поклопцу препознаје се лице, нос и уши и посебно изразито и рељефно моделоване очи.
Богато су украшени урезаним геометријским орнаментом, најгушће на лицу, а теме и потиљак су понекад без украса. Мотиви су шрафирани троуглови, цик-цак линије, меандар испуњен убодом и сл.
Димензије су између 7 и 15 cm, а пошто се повезују са амфорама, претпоставља се да одговарају онима димензија од 20 до 40 cm.
Смисао ових поклопаца још увек није у потпуности одгонетнут.

## Економија носилаца културе
Носиоци винчанске културе имали су мешовиту економију, основне делатности били су сточарство, пољопривреда и занати, али су се бавили ловом, риболовом и прикупљањем дивљих плодова.
Од домаћих животиња присутни су: говече, свиња, овца, коза и пас. Осим меса, користило се и млеко, а претпоставља се да је постојала и производња сира. Од дивљих животиња присутни су јелен, вепар, дивље говече, зец, дабар, куна, јазавац и лисица. Лов је имао важну улогу, не само због исхране, већ су се тако набављали материјали за оруђе, попут рога јелена или кљова дивље свиње.
Близина реке омогућила је и риболов, а налази удица, харпуна и тегова за мреже доказује да су ловили велику рибу. Највише су узгајане житарице и то пшеница, јечам и просо, а гајили су и сочиво, грашак и лан који је коришћен како за добијање уља, тако и за израду тканина. Током овог периода у околини насеља расле су зова, купина, дивље грожђе, који су представљали допуну у исхрани.

## Најранија металургија на свету
Српски археолози из Београда, Пожаревца и Петровца на Млави открили су код локалитета Беловоде у Великом Лаолу, код Петровца на Млави и Белолице у селу Ждрело, код изворишта реке Решковице, који су међусобно удаљени десетак километара, праисторијско насеље које доказује да је винчанска култура прва познавала металургију бакра у Европи. Локалитети су јединствен археорударски и металуршки комплекс експлоатисан од праисторије па до 5. века, до краја римске владавине овим просторима.
Винчанска култура је била најнапреднија праисторијска култура у свету. Најранија металургија бакра у Европи потиче са винчанског локалитета Беловоде у источној Србији и датира још са краја 6. миленијума пре нове ере. Винчанска култура познавала је напредне технологије прераде метала у исто време када и блискоисточне културе. Ове резултате представио је међународни тим стручњака из области археолошких наука из Уједињеног Краљевства, Немачке и Србије на светском конгресу археолога, одржаним у Ванкуверу 2008. године. Винчанска култура се све до објављивања ових резултата сматрала углавном културом каменог доба.
Последњих година започети су археолошка ископавања на локалитету Плочник где је 2013. године откривен бакарни прстен стар 7.000 година.

## Расправа о писму
Још увек је неразјашњено значење симбола који су урезани на грнчарији и фигуринама винчанске културе. Већ годинама их изучавају археолози и палеолингвисти. Претпоставља се да су били ознаке власништва, кауција, пиктограми или сликовно или фонетско писмо.
Још увек није откривено којој су групи народа припадали носиоци ове културе, тако да је изузетно тешко одредити којим су језиком говорили, што је неопходни услов за дешифровање неког фонетског писма.
- Урез који подсећа на слово M на фрагменту керамике
- Цртеж вазе са урезаним знацима
- Урез који подсећа на ћирилично слово

У Винчанском „писму“, односно систему знакова и симбола, налазе се и симболи који подсећају на одређена слова данашњег ћириличног писма, а симбол који наликује на четири оцила на грбу Србије и данас изазива контроверзе и опречна мишљења. Неретко се у псеудонаучним круговима појављују разне табеле које упоређују такозвану  „винчаницу“ или „србицу“ (што појединци у псеудонаучним круговима користе као синоним за „винчанско писмо“) са најстаријим алфабетским писмима, а које изгледају као да је у колону „винчанско“ уписана савремена ћирилица (укључујући и слова која је Вук увео, а за која се историчари и лингвисти генерално слажу да нису постојала у ћирилици пре тога, то јест нису постојала у старословенској азбуци) неким стилом писања који би довео до тога да облик слова подсећа на неки давни историјски период када почиње историја алфабета, то јест да асоцира неког на слова из феничанског, палео-хебрејског и сличних писама (чак и ако се ради о словима за сасвим друге гласове која неком можда само на неки начин визуелно подсећају на неко ћирилично слово), или се уписују неизмењени знакови из палео-хебрејског и феничанског писма (на којем грчки алфабет и јесте заснован, тако да онда може да се показује развој алфабета из тих писама), што онда неки представљају као некакву „винчаницу“ и рани облик ћирилице, да би ћирилицу прогласили много старијом него што историја развоја алфабета каже да јесте и да би супротно оном што историја развоја алфабета каже причали да се први алфабет ширио са Балкана на Блиски исток, без навођења неке валидне аргументације на основу чега је неко уписивао такве знакове у колону „винчанско“
Винчански знаци су најчешће праволинијски урези који су направљени на већ печеној посуди. Налазе се од обода до дна суда. До данас је откривено више од 1.000 фрагмената на којима су урезани ови знаци, а како су симболи нађени на много места широм источне Европе, већина стара између 6.500 и 8.000 година, неки научници тврде да је Винча родно место најстаријег писма на свету.

## Порекло носилаца културе
Према резултатима археогенетских студија спроведених 2017. и 2018. на 7 узорака, Y-ДНК скоро свих анализираних Винчана припадао је хаплогрупи G (G2a2a, G2a2a1, G2a2a1a и G2a2b2a1a-PF3346), а само 1 узорак припадао је хаплогрупи H (H-P96), док је њихова mtДНК припадала хаплогрупама H, H26, K1a4, K2a, T2b, U2 и HV. Такође је утврђено да 90-97% њихових гена потиче од Раних Европских Земљорадника, 0-12% од Западних Ловаца-сакупљача и 0-8% од Западних Степских Сточара.

## Наслеђе
О винчанској култури је снимљен документарни филм „Потрага за Винчом" ("Quest for Vinca") као први документарац о винчанској култури на енглеском језику.